# Mangal das Garças

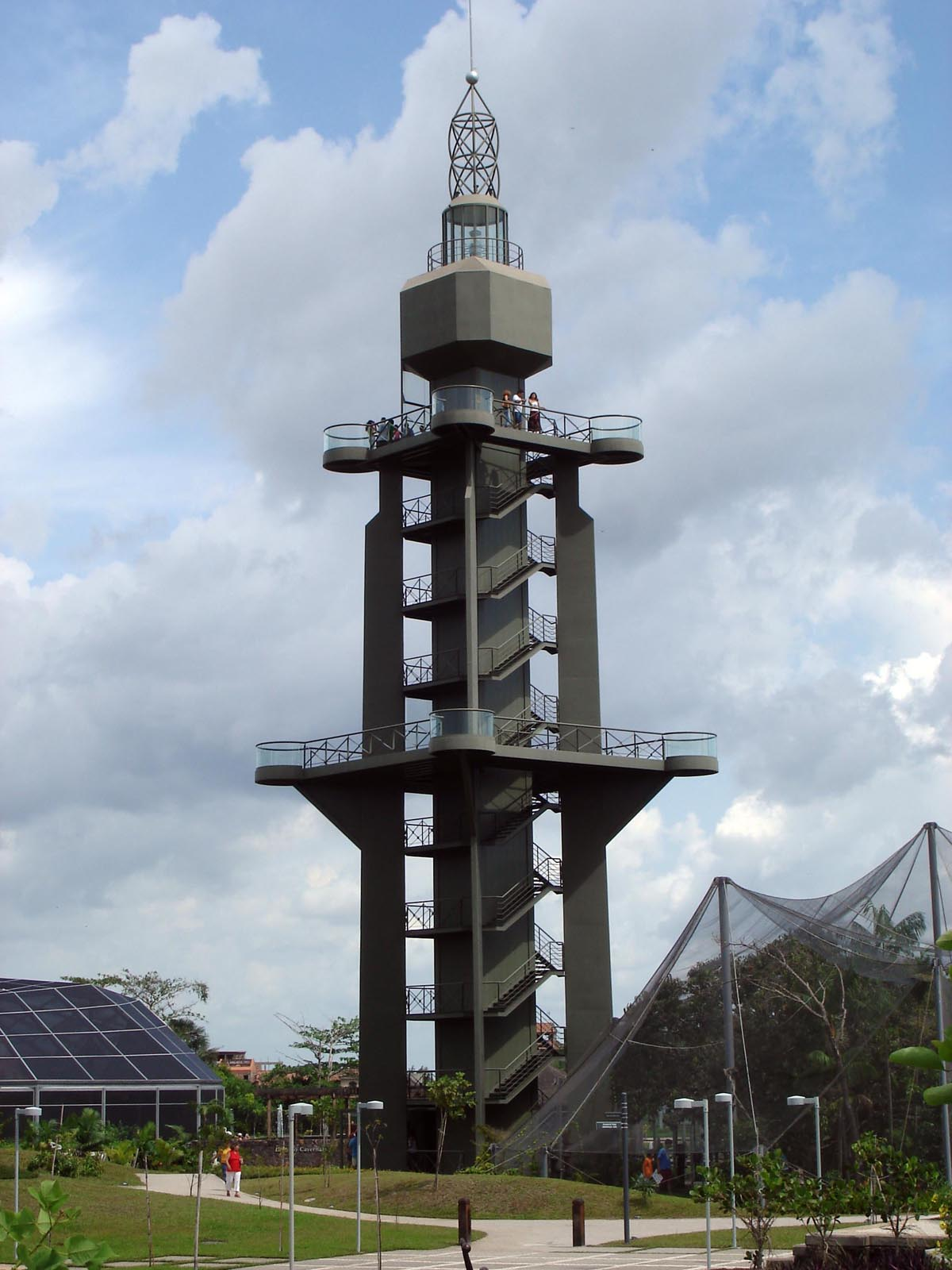
Farol de Belém

O Mangal das Garças, inaugurado em 12 de janeiro de 2005, está localizado às margens do rio Guamá, em pleno centro histórico de Belém do Pará, no entorno do Arsenal da Marinha. O parque ecológico é resultado da revitalização de uma área de 40.000 m², uma síntese do ambiente amazônico no coração da capital paraense. As matas de várzea, os animais da região e mais de trezentas espécies de árvores nativas estão presentes no espaço.
O local possui:
- Memorial Amazônico da Navegação
- Manjar das Garças, um dos melhores restaurantes da capital.
- Viveiro das Aningas, onde o visitante tem contato direto com uma impressionante quantidade de pássaros.
- O Farol de Belém, com 47 metros de altura, a monumental torre-mirante do Mangal das Garças oferece dois níveis de observação.
- O Borboletário (Reserva José Márcio Ayres), numa área de 1.400 m², o ambiente é o primeiro do gênero da região Norte e já é apontado como o maior de todo o Brasil.
- O Criatório e Viveiro de Plantas.
- Armazém do Tempo, onde desde 2021 abriga o café Martens Café

O parque naturalístico apresenta as diferentes macrorregiões florísticas do Estado, ou seja, as matas de terra firme, as matas de várzea e os campos.